# Abriss (Glas)
|  |  |

Der sogenannte Abriss bezeichnet die Bruchstelle, an welcher durch den Glasmacher bei der Herstellung von Glasgefäßen das Hefteisen abgeschlagen wurde, bzw. die Bruchstelle bei formgeblasenem und historischem Pressglas.
Das Glasgefäß wurde nach der Fertigstellung am Boden nicht verschliffen bzw. geglättet, sondern es befindet sich dort noch der Übergang von den Glasresten zum fertigen Glasgefäß. Der Abriss lässt sich nur bei traditionell handwerklich hergestellten Gefäßen finden.